# Ì
De Ì (onderkast: ì) is een in het Latijns alfabet voorkomende letter. De letter wordt gevormd door het karakter I met een daarboven geplaatste accent grave.
De letter wordt onder andere gebruikt in het Pinyin, de romanisatiemethode voor het Mandarijn, om de 4e toon aan te geven.
Verder wordt de letter gebruikt in het Italiaans, Sardijns, Vietnamees, Welsh, Elzassisch, Schots-Gaelisch, en Ojibwe.

## Weergave op de computer
In Unicode vindt men de Ì onder de codes U+00CC (hoofdletter) en U+00EC (onderkast). Deze plaats hebben ze eveneens in de ISO 8859-1 codeset.
In TeX worden de À en à weergeven door respectievelijk \`I en \`i te gebruiken.
In HTML worden respectievelijk de codes &Igrave; voor de hoofdletter Ì en &igrave; voor de onderkast ì gebruikt.